# Mimetes stokoei
Mimetes stokoei  (лат.) — вид растений рода Mimetes семейства Протейные. Вечнозелёный прямостоящий редковетвящийся крупный кустарник высотой 1—2 м. Имеет серебристые овальные листья 5—8 см длиной и 2,5—4 см шириной с одним крупным зубцом и двумя меньшими у оконечности листа. Соцветие — цилиндрической формы 10—12 см высотой, заканчивающееся гребнем горизонтальных розовато-пурпурных ярких листьев. Оно состоит из нескольких цветочных головок в окружении верхушек золотистых листьев с розовым оттенением, которые образуют капюшон, прикрывающий цветочную головку. Каждая цветочная головка состоит из 8—12 отдельных пестиков с янтарными столбиками и черновато-пурпурными рыльцами и с серыми шелковистыми чашелистниками околоцветника. Эндемики финбоша Капской области Южной Африки, встречающийся исключительно на горной гряде Когельберг. 
Вид Mimetes stokoei дважды считался вымершим, но появлялся вновь через несколько десятилетий в своём естественном ареале из семян после пожаров.

## История изучения
Образец вида был впервые собран Томасом Пирсоном Стокоэ, который нашёл единственный экземпляр в горах Когельберг выше Клейнмонда в феврале 1922 года. Он послал образец в гербарий Королевских ботанических садов Кью в Лондон, где Эдвин Перси Филлипс и Джон Хатчинсон описали его и назвали вид M. stokoei в честь коллекционера в 1922 году.